# Historia de una cobardía
Historia de una cobardía (título original en inglés, The Man Within) es la primera novela escrita por el autor inglés Graham Greene. Relata la historia de Francis Andrews, un contrabandista renuente que traiciona a sus colegas, y las consecuencias de su traición.
Publicada en 1929, es la primera novela de Greene, pues los dos intentos previos no fueron nunca publicados, aunque sí publicó el libro de poesía Babbling April mientras era estudiante en el Balliol College de la Universidad de Oxford. Escrita cuando tenía 21 años, Green se mostraba indiferentes ante esta pieza juvenil, incluso en el prefacio de la edición de tapa blanda de la editorial Penguin, Green se burla del libro como completamente romántico; sin embargo, permitió su reimpresión.

## Personajes
Los personajes principales son Francis Andrews, Elizabeth, una muchacha que conoce poco después del fallecimiento del hombre con quien ella vivía, y Carlyon, el capitán del bote de contrabando, a quien Andrews traiciona al escribir una carta que informaba a los oficiales encargados de la aduana el momento en que el bote desembarcaría sus mercancías.

## Crítica
La novela es una red compleja de traición y engaño, con un protagonista atormentado por la muchacha en cuya casa se esconde. La novela contiene en forma de esbozo muchos de los temas a los que Greene regresara en sus años maduros.

## Adaptación al cine
En 1947, se filmó una versión de la novela, "The Man Within" (titulada "The Smugglers" en Estados Unidos), protagonizada por Michael Redgrave como Carlyon y Richard Attenborough como Andrews.